# Senatorowie II kadencji Senatu Rzeczypospolitej Polskiej (1991–1993)

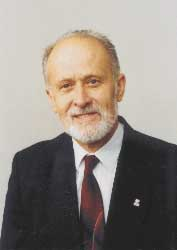
August Chełkowski – marszałek Senatu II kadencji

Senatorowie II kadencji Senatu Rzeczypospolitej Polskiej zostali wyłonieni podczas wyborów parlamentarnych 27 października 1991. Senatorowie złożyli ślubowaniu na pierwszym posiedzeniu Senatu II kadencji wyznaczonym na 26 listopada 1991, ich kadencja upłynęła 31 maja 1993 w dniu wejścia w życie zarządzenia Prezydenta Rzeczypospolitej Polskiej w sprawie rozwiązania Sejmu Rzeczypospolitej Polskiej.
100 senatorów wyłoniono w 49 okręgach wyborczych (każdy obejmował obszar jednego województwa), w których wybierano 2 senatorów na zasadzie większości względnej (województwo katowickie i warszawskie – 3 senatorów).
1. posiedzenie Senatu II kadencji rozpoczęło się w dniu 26 listopada 1991, funkcję marszałka seniora pełnił najstarszy wiekiem senator – Jan Zamoyski.
W trakcie kadencji nie wygasł żaden mandat senatorski.

## Kluby i koła w Senacie w trakcie kadencji
| \| Ugrupowanie polityczne \| Ugrupowanie polityczne \| XI 1991[b][4][5] \| V 1993 \| +/– \| \| ---------------------- \| ---------------------------------------------------- \| ---------------- \| ------ \| --- \| \| \| Unia Demokratyczna \| 22[c] \| 23 \| 1 \| \| \| Zjednoczenie Chrześcijańsko-Narodowe \| 12 \| 11 \| 1 \| \| \| Niezależny Samorządny Związek Zawodowy „Solidarność” \| 11 \| 9 \| 2 \| \| \| Polskie Stronnictwo Ludowe \| 9 \| 10 \| 1 \| \| \| Porozumienie Centrum \| 9 \| 6 \| 3 \| \| \| Klub Senatorów Niezależnych \| 8 \| 7 \| 1 \| \| \| Kongres Liberalno-Demokratyczny \| 7[d][6] \| – \| 7 \| \| \| Porozumienie Ludowe \| 5 \| 5 \| \| \| \| Konfederacja Polski Niepodległej \| 4 \| 4 \| \| \| \| Sojusz Lewicy Demokratycznej \| 4 \| 4 \| \| \| \| Partia Chrześcijańskich Demokratów \| 3[7] \| – \| 3 \| \| \| Polskie Stronnictwo Ludowe „Solidarność” \| 2[8] \| – \| 2 \| \| \| Konwencja Polska \| – \| 7 \| – \| \| \| Polski Program Liberalny \| – \| 7 \| – \| \| \| Ruch dla Rzeczypospolitej \| – \| 4 \| – \| \| \| Senatorowie niezrzeszeni[e] \| 4 \| 3 \| 1 \| \| Razem \| Razem \| 100 \| 100 \| 100 \| | Podział 100 mandatów: PSL: 9 KS Niezależnych: 8 Porozumienie Ludowe: 5 NSZZ „Solidarność”: 11 Unia Demokratyczna: 22 Porozumienie Centrum: 9 Kongres Liberalno-Demokratyczny: 7 Zjednoczenie Chrześcijańsko-Narodowe: 12 Pozostali: 17 |         |        |     |
| Ugrupowanie polityczne | Ugrupowanie polityczne | XI 1991 | V 1993 | +/– |
| | Unia Demokratyczna | 22      | 23     | 1   |
| | Zjednoczenie Chrześcijańsko-Narodowe | 12      | 11     | 1   |
| | Niezależny Samorządny Związek Zawodowy „Solidarność” | 11      | 9      | 2   |
| | Polskie Stronnictwo Ludowe | 9       | 10     | 1   |
| | Porozumienie Centrum | 9       | 6      | 3   |
| | Klub Senatorów Niezależnych | 8       | 7      | 1   |
| | Kongres Liberalno-Demokratyczny | 7       | –      | 7   |
| | Porozumienie Ludowe | 5       | 5      |     |
| | Konfederacja Polski Niepodległej | 4       | 4      |     |
| | Sojusz Lewicy Demokratycznej | 4       | 4      |     |
| | Partia Chrześcijańskich Demokratów | 3       | –      | 3   |
| | Polskie Stronnictwo Ludowe „Solidarność” | 2       | –      | 2   |
| | Konwencja Polska | –       | 7      | –   |
| | Polski Program Liberalny | –       | 7      | –   |
| | Ruch dla Rzeczypospolitej | –       | 4      | –   |
| | Senatorowie niezrzeszeni | 4       | 3      | 1   |
| Razem | Razem | 100     | 100    | 100 |

## Dane zbiorcze o senatorach
21 nowo wybranych senatorów reprezentowało Unię Demokratyczną (UD), 11 – Niezależny Samorządny Związek Zawodowy „Solidarność” (NSZZ), po 9 – Porozumienie Obywatelskie Centrum (POC) i Wyborczą Akcję Katolicką (WAK), 8 – Polskiego Stronnictwa Ludowego Sojusz Programowy (PSL SP), 7 – Ruch Ludowy „Porozumienie Ludowe” (PL), 6 – Kongres Liberalno-Demokratyczny, po 4 – Konfederację Polski Niepodległej i Sojusz Lewicy Demokratycznej, 3 – Partię Chrześcijańskich Demokratów, 2 – komitety nawiązujące do Komitetu Obywatelskiego „Solidarność” i po 1 inne komitety wyborcze (łącznie 16). Brak przynależności partyjnej deklarowało 42 wybranych senatorów. 27 członków izby wyższej obroniło swój mandat z poprzedniej kadencji.
W izbie zasiadło 8 kobiet i 92 mężczyzn. 31 senatorów posiadało doświadczenie parlamentarne (w tym: 26 było wcześniej wyłącznie senatorami; 1 – senatorem i posłem na Sejm; 4 – wyłącznie posłami). 69 osób wybrano do parlamentu po raz pierwszy.

## Prezydium Senatu II kadencji
| Senator                                                              | Senator            | Funkcja              | Klub                                      | Czas pełnienia funkcji | Czas pełnienia funkcji | Czas pełnienia funkcji    |
| Senator                                                              | Senator            | Funkcja              | Klub                                      | Od                     | Do                     | Do                        |
| -------------------------------------------------------------------- | ------------------ | -------------------- | ----------------------------------------- | ---------------------- | ---------------------- | ------------------------- |
|                                                                      | Jan Zamoyski       | Marszałek senior     | KP Zjednoczenia Chrześcijańsko-Narodowego | 26 listopada 1991(dts) | 26 listopada 1991(dts) | 26 listopada 1991(dts)    |
| Marszałek senior przewodniczy obradom Senatu przed wyborem Prezydium |                    |                      |                                           |                        |                        |                           |
|                                                                      | August Chełkowski  | Marszałek Senatu     | KP NSZZ „Solidarność”                     | 26 listopada 1991(dts) | 31 maja 1993           | 14 października 1993(dts) |
|                                                                      | Andrzej Czapski    | Wicemarszałek Senatu | KP Polski Program Liberalny               | 27 listopada 1991(dts) | 31 maja 1993           | 14 października 1993(dts) |
|                                                                      | Alicja Grześkowiak | Wicemarszałek Senatu | PK Porozumienia Centrum                   | 27 listopada 1991(dts) | 31 maja 1993           | 14 października 1993(dts) |
|                                                                      | Józef Ślisz        | Wicemarszałek Senatu | KP Konwencja Polska                       | 27 listopada 1991(dts) | 31 maja 1993           | 14 października 1993(dts) |

Ponadto 27 listopada 1991 wybrano 7 sekretarzy: Tadeusza Brzozowskiego (PL), Marka Czemplika (UD), Tomasza Jagodzińskiego (KSN), Leszka Lewoca (ZChN), Wiktora Stasiaka (NSZZ) i Adama Struzika (PSL).

## Senatorowie II kadencji
| Zdjęcie                 |                         | Senator                           | Komitet wyborczy                                         | Województwo                    | Dotychczasowy staż parlamentarny                                        | % głosów |
| ----------------------- | ----------------------- | --------------------------------- | -------------------------------------------------------- | ------------------------------ | ----------------------------------------------------------------------- | -------- |
| Piotr Andrzejewski      |                         | Piotr Andrzejewski                | Wyborcza Akcja Katolicka                                 | piotrkowskie                   | senator I kadencji (1989–1991)                                          | 27,67    |
| Jan Antonowicz          |                         | Jan Antonowicz                    | Polskie Stronnictwo Ludowe Sojusz Programowy             | ciechanowskie                  | wybrany po raz pierwszy                                                 | 21,95    |
| Jadwiga Bałtakis        |                         | Jadwiga Bałtakis                  | Unia Demokratyczna                                       | wałbrzyskie                    | wybrana po raz pierwszy                                                 | 20,85    |
| Janusz Baranowski       |                         | Janusz Baranowski                 | Inicjatywa na rzecz Łodzi                                | łódzkie                        | wybrany po raz pierwszy                                                 | 29,33    |
| Jarosław Barańczak      |                         | Jarosław Barańczak                | Partia Chrześcijańskich Demokratów                       | zielonogórskie                 | poseł na Sejm X kadencji (1989–1991)                                    | 32,33    |
| Wacław Bartnik          |                         | Wacław Bartnik                    | Unia Demokratyczna                                       | olsztyńskie                    | wybrany po raz pierwszy                                                 | 17,58    |
| Gerhard Bartodziej      |                         | Gerhard Bartodziej                | Mniejszość Niemiecka                                     | opolskie                       | wybrany po raz pierwszy                                                 | 28,00    |
| Ryszard Bender          |                         | Ryszard Bender                    | Wyborcza Akcja Katolicka                                 | łomżyńskie                     | poseł na Sejm VII i IX kadencji (1976–1980, 1985–1989)                  | 47,83    |
| Zbigniew Błaszczak      |                         | Zbigniew Błaszczak                | Unia Demokratyczna                                       | elbląskie                      | wybrany po raz pierwszy                                                 | 18,45    |
| Anna Bogucka-Skowrońska | Anna Bogucka-Skowrońska | Unia Demokratyczna                | słupskie                                                 | senator I kadencji (1989–1991) | 40,00                                                                   |          |
| Waldemar Bohdanowicz    |                         | Waldemar Bohdanowicz              | Wyborcza Akcja Katolicka                                 | łódzkie                        | wybrany po raz pierwszy                                                 | 24,38    |
| Józef Borzyszkowski     |                         | Józef Borzyszkowski               | Zrzeszenie Kaszubsko-Pomorskie                           | gdańskie                       | wybrany po raz pierwszy                                                 | 30,80    |
| Tadeusz Brzozowski      |                         | Tadeusz Brzozowski                | Porozumienie Ludowe                                      | siedleckie                     | wybrany po raz pierwszy                                                 | 16,78    |
| Andrzej Celiński        |                         | Andrzej Celiński                  | Konfederacja Komitetów Obywatelskich woj. płockiego      | płockie                        | senator I kadencji (1989–1991)                                          | 51,55    |
| August Chełkowski       |                         | August Chełkowski                 | Niezależny Samorządny Związek Zawodowy „Solidarność”     | katowickie                     | senator I kadencji (1989–1991)                                          | 20,80    |
| Jerzy Chmura            |                         | Jerzy Chmura                      | Unia Demokratyczna                                       | szczecińskie                   | wybrany po raz pierwszy                                                 | 24,92    |
| Jan Chodkowski          |                         | Jan Chodkowski                    | Porozumienie Ludowe                                      | ostrołęckie                    | senator I kadencji (1989–1991)                                          | 21,34    |
| Piotr Chojnacki         |                         | Piotr Chojnacki                   | Niezależny KW                                            | konińskie                      | wybrany po raz pierwszy                                                 | 34,22    |
| Ireneusz Choroszucha    |                         | Ireneusz Choroszucha              | Porozumienie Obywatelskie Centrum                        | białostockie                   | wybrany po raz pierwszy                                                 | 32,61    |
| Andrzej Czapski         |                         | Andrzej Czapski                   | Kongres Liberalno-Demokratyczny                          | bialskopodlaskie               | senator I kadencji (1989–1991)                                          | 26,95    |
| Zdzisław Czarnobilski   |                         | Zdzisław Czarnobilski             | Ludowe Porozumienie Wyborcze „Piast”                     | tarnowskie                     | poseł na Sejm X kadencji (1989–1991)                                    | 23,19    |
| Henryk Czarnocki        |                         | Henryk Czarnocki                  | Porozumienie Ludowe                                      | siedleckie                     | wybrany po raz pierwszy                                                 | 18,38    |
| Marek Czemplik          |                         | Marek Czemplik                    | Unia Demokratyczna                                       | kaliskie                       | wybrany po raz pierwszy                                                 | 13,76    |
| Jan Draus               |                         | Jan Draus                         | Regionalne Forum Wyborcze                                | rzeszowskie                    | wybrany po raz pierwszy                                                 | 25,54    |
| Eugeniusz Dziekan       |                         | Eugeniusz Dziekan                 | Wyborcza Akcja Katolicka                                 | radomskie                      | wybrany po raz pierwszy                                                 | 23,77    |
| Zbigniew Filipkowski    |                         | Zbigniew Filipkowski              | Kongres Liberalno-Demokratyczny                          | suwalskie                      | wybrany po raz pierwszy                                                 | 25,05    |
| Władysław Findeisen     |                         | Władysław Findeisen               | Unia Demokratyczna                                       | warszawskie                    | senator I kadencji (1989–1991)                                          | 20,68    |
| Sylwester Gajewski      |                         | Sylwester Gajewski                | Polskie Stronnictwo Ludowe Sojusz Programowy             | sieradzkie                     | wybrany po raz pierwszy                                                 | 18,34    |
| Janina Gościej          |                         | Janina Gościej                    | Niezależny Samorządny Związek Zawodowy „Solidarność”     | nowosądeckie                   | wybrana po raz pierwszy                                                 | 32,33    |
| Eugeniusz Grzeszczak    |                         | Eugeniusz Grzeszczak              | Polskie Stronnictwo Ludowe Sojusz Programowy             | konińskie                      | wybrany po raz pierwszy                                                 | 21,28    |
| Alicja Grześkowiak      |                         | Alicja Grześkowiak                | Porozumienie Obywatelskie Centrum                        | toruńskie                      | senator I kadencji (1989–1991)                                          | 32,11    |
| Józef Hałasa            |                         | Józef Hałasa                      | Niezależny Samorządny Związek Zawodowy „Solidarność”     | szczecińskie                   | wybrany po raz pierwszy                                                 | 20,32    |
| Krzysztof Horodecki     |                         | Krzysztof Horodecki               | KW Krzysztofa Horodeckiego                               | pilskie                        | wybrany po raz pierwszy                                                 | 36,96    |
| Zygmunt Hortmanowicz    |                         | Zygmunt Hortmanowicz              | Porozumienie Ludowe                                      | krośnieńskie                   | wybrany po raz pierwszy                                                 | 28,30    |
| Edmund Jagiełło         |                         | Edmund Jagiełło                   | Regionowi i Polsce                                       | sieradzkie                     | poseł na Sejm X kadencji (1989–1991)                                    | 19,64    |
| Tomasz Jagodziński      |                         | Tomasz Jagodziński                | KW „Kandydat Niezależny”                                 | piotrkowskie                   | wybrany po raz pierwszy                                                 | 19,88    |
| Ryszard Jarzembowski    |                         | Ryszard Jarzembowski              | Sojusz Lewicy Demokratycznej                             | włocławskie                    | wybrany po raz pierwszy                                                 | 20,11    |
| Jan Jesionek            |                         | Jan Jesionek                      | Konfederacja Polski Niepodległej                         | katowickie                     | wybrany po raz pierwszy                                                 | 20,74    |
| Stefan Jurczak          |                         | Stefan Jurczak                    | Niezależny Samorządny Związek Zawodowy „Solidarność”     | krakowskie                     | wybrany po raz pierwszy                                                 | 34,64    |
| Paweł Juros             |                         | Paweł Juros                       | Porozumienie Obywatelskie Centrum                        | legnickie                      | wybrany po raz pierwszy                                                 | 26,97    |
| Ryszard Juszkiewicz     |                         | Ryszard Juszkiewicz               | Komitet Obywatelski powołany z inicjatywy „Solidarności” | ciechanowskie                  | senator I kadencji (1989–1991)                                          | 23,37    |
| Jerzy Kamiński          |                         | Jerzy Kamiński                    | Porozumienie Ludowe                                      | skierniewickie                 | wybrany po raz pierwszy                                                 | 30,70    |
| Tadeusz Kamiński        |                         | Tadeusz Kamiński                  | Partia Chrześcijańskich Demokratów                       | tarnowskie                     | wybrany po raz pierwszy                                                 | 18,24    |
| Andrzej Kaźmierowski    |                         | Andrzej Kaźmierowski              | Unia Demokratyczna                                       | legnickie                      | wybrany po raz pierwszy                                                 | 23,08    |
| Jerzy Kępa              |                         | Jerzy Kępa                        | Niezależny Samorządny Związek Zawodowy „Solidarność”     | radomskie                      | wybrany po raz pierwszy                                                 | 23,89    |
| Zbigniew Komorowski     |                         | Zbigniew Komorowski               | Polskie Stronnictwo Ludowe Sojusz Programowy             | skierniewickie                 | wybrany po raz pierwszy                                                 | 31,75    |
| Jerzy Kopaczewski       |                         | Jerzy Kopaczewski                 | Sojusz Lewicy Demokratycznej                             | włocławskie                    | wybrany po raz pierwszy                                                 | 23,31    |
| Stanisław Kostka        |                         | Stanisław Kostka                  | Konfederacja Polski Niepodległej                         | przemyskie                     | wybrany po raz pierwszy                                                 | 18,65    |
| Krzysztof Kozłowski     |                         | Krzysztof Kozłowski               | Unia Demokratyczna                                       | krakowskie                     | senator I kadencji (1989–1991)                                          | 33,69    |
| Andrzej Kralczyński     |                         | Andrzej Kralczyński               | Niezależny Samorządny Związek Zawodowy „Solidarność”     | bielskie                       | senator I kadencji (1989–1991)                                          | 28,65    |
| Wojciech Kruk           |                         | Wojciech Kruk                     | Kongres Liberalno-Demokratyczny                          | poznańskie                     | wybrany po raz pierwszy                                                 | 26,82    |
| Józef Kuczyński         |                         | Józef Kuczyński                   | Sojusz Lewicy Demokratycznej                             | elbląskie                      | wybrany po raz pierwszy                                                 | 17,17    |
| Zofia Kuratowska        |                         | Zofia Kuratowska                  | Unia Demokratyczna                                       | warszawskie                    | senator I kadencji (1989–1991)                                          | 28,42    |
| Leszek Lewoc            |                         | Leszek Lewoc                      | Wyborcza Akcja Katolicka                                 | suwalskie                      | wybrany po raz pierwszy                                                 | 34,23    |
| Jerzy Madej             |                         | Jerzy Madej                       | KW Jerzego Madeja                                        | koszalińskie                   | senator I kadencji (1989–1991)                                          | 31,88    |
| Henryk Makarewicz       |                         | Henryk Makarewicz                 | Polskie Stronnictwo Ludowe Sojusz Programowy             | bialskopodlaskie               | wybrany po raz pierwszy                                                 | 24,45    |
| Edmund Maliński         |                         | Edmund Maliński                   | Unia Demokratyczna                                       | jeleniogórskie                 | wybrany po raz pierwszy                                                 | 26,35    |
| Janusz Mazurek          |                         | Janusz Mazurek                    | Niezależny Samorządny Związek Zawodowy „Solidarność”     | lubelskie                      | wybrany po raz pierwszy                                                 | 16,02    |
| Jan Musiał              |                         | Jan Musiał                        | Porozumienie Obywatelskie Centrum                        | przemyskie                     | senator I kadencji (1989–1991)                                          | 30,42    |
| Piotr Pankanin          |                         | Piotr Pankanin                    | Niezależny Samorządny Związek Zawodowy „Solidarność”     | bydgoskie                      | wybrany po raz pierwszy                                                 | 17,48    |
| Andrzej Pawlik          |                         | Andrzej Pawlik                    | Unia Demokratyczna                                       | gorzowskie                     | wybrany po raz pierwszy                                                 | 16,95    |
| Krzysztof Pawłowski     |                         | Krzysztof Pawłowski               | Partia Chrześcijańskich Demokratów                       | nowosądeckie                   | senator I kadencji (1989–1991)                                          | 42,92    |
| Wiesław Perzanowski     |                         | Wiesław Perzanowski               | Wyborcza Akcja Katolicka                                 | ostrołęckie                    | wybrany po raz pierwszy                                                 | 26,58    |
| Alina Pienkowska        |                         | Alina Pienkowska                  | Niezależny Samorządny Związek Zawodowy „Solidarność”     | gdańskie                       | wybrana po raz pierwszy                                                 | 40,98    |
| Andrzej Piesiak         |                         | Andrzej Piesiak                   | Kongres Liberalno-Demokratyczny                          | jeleniogórskie                 | senator I kadencji (1989–1991)                                          | 31,32    |
| Krzysztof Piesiewicz    |                         | Krzysztof Piesiewicz              | Porozumienie Obywatelskie Centrum                        | warszawskie                    | wybrany po raz pierwszy                                                 | 22,70    |
| Leszek Piotrowski       | Leszek Piotrowski       | Porozumienie Obywatelskie Centrum | katowickie                                               | senator I kadencji (1989–1991) | 22,89                                                                   |          |
| Walerian Piotrowski     |                         | Walerian Piotrowski               | Chrześcijańska Demokracja                                | zielonogórskie                 | senator I kadencji (1989–1991)                                          | 26,60    |
| Franciszek Połomski     |                         | Franciszek Połomski               | Unia Demokratyczna                                       | wrocławskie                    | wybrany po raz pierwszy                                                 | 22,49    |
| Kazimierz Poniatowski   |                         | Kazimierz Poniatowski             | Porozumienie Obywatelskie Centrum                        | krośnieńskie                   | wybrany po raz pierwszy                                                 | 30,16    |
| Zbigniew Pusz           |                         | Zbigniew Pusz                     | Wyborcza Akcja Katolicka                                 | gorzowskie                     | wybrany po raz pierwszy                                                 | 17,29    |
| Marian Rejniewicz       |                         | Marian Rejniewicz                 | Konfederacja Polski Niepodległej                         | lubelskie                      | wybrany po raz pierwszy                                                 | 18,89    |
| Zbigniew Romaszewski    |                         | Zbigniew Romaszewski              | KW do Senatu Zbigniewa Romaszewskiego                    | tarnobrzeskie                  | senator I kadencji (1989–1991)                                          | 40,21    |
| Henryk Rossa            |                         | Henryk Rossa                      | Porozumienie Obywatelskie Centrum                        | wrocławskie                    | wybrany po raz pierwszy                                                 | 20,21    |
| Michał Rupacz           |                         | Michał Rupacz                     | Wyborcza Akcja Katolicka                                 | łomżyńskie                     | wybrany po raz pierwszy                                                 | 36,10    |
| Elżbieta Rysak          |                         | Elżbieta Rysak                    | Polskie Stronnictwo Ludowe Sojusz Programowy             | chełmskie                      | wybrana po raz pierwszy                                                 | 22,85    |
| Andrzej Rzeźniczak      |                         | Andrzej Rzeźniczak                | Kongres Liberalno-Demokratyczny                          | bydgoskie                      | wybrany po raz pierwszy                                                 | 26,51    |
| Dorota Simonides        |                         | Dorota Simonides                  | Unia Demokratyczna                                       | opolskie                       | senator I kadencji (1990–1991); poseł na Sejm VIII kadencji (1980–1985) | 47,18    |
| Adam Skupiński          |                         | Adam Skupiński                    | Wyborcza Akcja Katolicka                                 | bielskie                       | wybrany po raz pierwszy                                                 | 20,41    |
| Wiktor Stasiak          |                         | Wiktor Stasiak                    | Niezależny Samorządny Związek Zawodowy „Solidarność”     | tarnobrzeskie                  | wybrany po raz pierwszy                                                 | 24,45    |
| Jerzy Stępień           |                         | Jerzy Stępień                     | Porozumienie Obywatelskie Centrum                        | kieleckie                      | senator I kadencji (1989–1991)                                          | 26,85    |
| Henryk Stokłosa         |                         | Henryk Stokłosa                   | KW Henryka Stokłosy                                      | pilskie                        | senator I kadencji (1989–1991)                                          | 31,61    |
| Adam Struzik            |                         | Adam Struzik                      | Polskie Stronnictwo Ludowe Sojusz Programowy             | płockie                        | wybrany po raz pierwszy                                                 | 26,81    |
| Jan Szafraniec          |                         | Jan Szafraniec                    | Klub Inteligencji Katolickiej                            | białostockie                   | wybrany po raz pierwszy                                                 | 26,91    |
| Bolesław Szudejko       |                         | Bolesław Szudejko                 | Unia Demokratyczna                                       | leszczyńskie                   | wybrany po raz pierwszy                                                 | 23,35    |
| Andrzej Szymanowski     |                         | Andrzej Szymanowski               | Unia Wielkopolan Okręgu Województwa Leszczyńskiego       | leszczyńskie                   | wybrany po raz pierwszy                                                 | 19,08    |
| Józef Ślisz             |                         | Józef Ślisz                       | Porozumienie Ludowe                                      | rzeszowskie                    | senator I kadencji (1989–1991)                                          | 31,86    |
| Stefan Śnieżko          |                         | Stefan Śnieżko                    | Kongres Liberalno-Demokratyczny                          | olsztyńskie                    | wybrany po raz pierwszy                                                 | 18,90    |
| Konstanty Tukałło       |                         | Konstanty Tukałło                 | Unia Demokratyczna                                       | poznańskie                     | wybrany po raz pierwszy                                                 | 21,75    |
| Andrzej Tyc             | Andrzej Tyc             | Unia Demokratyczna                | toruńskie                                                | wybrany po raz pierwszy        | 20,13                                                                   |          |
| Edward Wende            | Edward Wende            | Unia Demokratyczna                | kaliskie                                                 | senator I kadencji (1989–1991) | 29,29                                                                   |          |
| Zygmunt Węgrzyn         |                         | Zygmunt Węgrzyn                   | Konfederacja Polski Niepodległej                         | częstochowskie                 | wybrany po raz pierwszy                                                 | 18,93    |
| Eugeniusz Wilkowski     |                         | Eugeniusz Wilkowski               | Niezależny Samorządny Związek Zawodowy „Solidarność”     | chełmskie                      | senator I kadencji (1989–1991)                                          | 37,91    |
| Mieczysław Włodyka      |                         | Mieczysław Włodyka                | Polskie Stronnictwo Ludowe Sojusz Programowy             | słupskie                       | wybrany po raz pierwszy                                                 | 25,07    |
| Janusz Woźnica          |                         | Janusz Woźnica                    | Porozumienie Ludowe                                      | zamojskie                      | senator I kadencji (1989–1991)                                          | 41,55    |
| Wiesław Wójcik          |                         | Wiesław Wójcik                    | Unia Demokratyczna                                       | koszalińskie                   | wybrany po raz pierwszy                                                 | 18,41    |
| Mieczysław Wyględowski  |                         | Mieczysław Wyględowski            | Sojusz Lewicy Demokratycznej                             | częstochowskie                 | wybrany po raz pierwszy                                                 | 19,17    |
| Jan Wysoczański         |                         | Jan Wysoczański                   | Unia Demokratyczna                                       | wałbrzyskie                    | wybrany po raz pierwszy                                                 | 25,19    |
| Jan Zamoyski            |                         | Jan Zamoyski                      | Narodowy KW                                              | zamojskie                      | wybrany po raz pierwszy                                                 | 31,62    |
| Stanisław Żak           |                         | Stanisław Żak                     | Unia Demokratyczna                                       | kieleckie                      | senator I kadencji (1989–1991)                                          | 20,44    |

## Przynależność klubowa (1993)
Senatorowie II kadencji zrzeszeni byli w następujących klubach parlamentarnych (według stanu na 1993):
- Klub Parlamentarny Unia Demokratyczna – 23 senatorów,
- Klub Parlamentarny Zjednoczenia Chrześcijańsko-Narodowego[f] – 11 senatorów,
- Klub Parlamentarny Polskiego Stronnictwa Ludowego[g] – 10 senatorów,
- Klub Parlamentarny NSZZ „Solidarność” – 9 senatorów,
- Klub Parlamentarny Konwencja Polska – 7 senatorów,
- Klub Parlamentarny Polski Program Liberalny – 7 senatorów,
- Klub Senatorów Niezależnych – 7 senatorów,
- Klub Parlamentarny Parlamentarny Klub Porozumienia Centrum[h] – 6 senatorów,
- Klub Parlamentarny „Porozumienie Ludowe” – 5 senatorów,
- Sojusz Lewicy Demokratycznej Klub Parlamentarny – 4 senatorów,
- Klub Parlamentarny Konfederacji Polski Niepodległej – 4 senatorów,
- Klub Parlamentarny Ruch dla Rzeczypospolitej – 4 senatorów.

Ponadto 3 senatorów było niezrzeszonych.
| Klub Parlamentarny Unia Demokratyczna                                                                                | Klub Parlamentarny Unia Demokratyczna                                                                                        | Klub Parlamentarny Unia Demokratyczna                                                                               | Klub Parlamentarny Unia Demokratyczna                                           |
| --- | --- | --- | ------------------------------------------------------------------------------- |
| | | |                                                                                 |
| - Jadwiga Bałtakis - Wacław Bartnik - Zbigniew Błaszczak - Anna Bogucka-Skowrońska - Andrzej Celiński - Jerzy Chmura | - Marek Czemplik - Władysław Findeisen - Krzysztof Horodecki - Andrzej Kaźmierowski - Krzysztof Kozłowski - Zofia Kuratowska | - Edmund Maliński - Andrzej Pawlik - Franciszek Połomski - Dorota Simonides - Bolesław Szudejko - Konstanty Tukałło | - Andrzej Tyc - Edward Wende - Wiesław Wójcik - Jan Wysoczański - Stanisław Żak |
| Klub Parlamentarny Zjednoczenia Chrześcijańsko-Narodowego                                                            | | |                                                                                 |
| | | |                                                                                 |
| - Piotr Andrzejewski - Waldemar Bohdanowicz - Eugeniusz Dziekan                                                      | - Leszek Lewoc - Wiesław Perzanowski - Zbigniew Pusz                                                                         | - Michał Rupacz - Adam Skupiński - Walerian Piotrowski                                                              | - Jan Szafraniec - Jan Zamoyski                                                 |
| Klub Parlamentarny Polskiego Stronnictwa Ludowego                                                                    | | |                                                                                 |
| | | |                                                                                 |
| - Jan Antonowicz - Piotr Chojnacki - Zdzisław Czarnobilski                                                           | - Sylwester Gajewski - Eugeniusz Grzeszczak - Zbigniew Komorowski                                                            | - Henryk Makarewicz - Elżbieta Rysak - Adam Struzik                                                                 | - Mieczysław Włodyka                                                            |
| Klub Parlamentarny NSZZ „Solidarność”                                                                                | | |                                                                                 |
| | | |                                                                                 |
| - August Chełkowski - Janina Gościej - Józef Hałasa                                                                  | - Stefan Jurczak - Janusz Mazurek                                                                                            | - Piotr Pankanin - Alina Pienkowska                                                                                 | - Wiktor Stasiak - Eugeniusz Wilkowski                                          |
| Klub Parlamentarny Konwencja Polska                                                                                  | | |                                                                                 |
| | | |                                                                                 |
| - Jarosław Barańczak - Jan Chodkowski                                                                                | - Jan Draus - Tadeusz Kamiński                                                                                               | - Krzysztof Pawłowski - Jerzy Stępień                                                                               | - Józef Ślisz                                                                   |
| Klub Parlamentarny Polski Program Liberalny                                                                          | | |                                                                                 |
| | | |                                                                                 |
| - Andrzej Czapski - Zbigniew Filipkowski                                                                             | - Wojciech Kruk - Andrzej Piesiak                                                                                            | - Stefan Śnieżko - Józef Borzyszkowski                                                                              | - Andrzej Rzeźniczak                                                            |
| Klub Senatorów Niezależnych                                                                                          | | |                                                                                 |
| | | |                                                                                 |
| - Janusz Baranowski - Tomasz Jagodziński                                                                             | - Jerzy Madej - Henryk Stokłosa                                                                                              | - Gerhard Bartodziej - Edmund Jagiełło                                                                              | - Andrzej Szymanowski                                                           |
| Parlamentarny Klub Porozumienia Centrum                                                                              | | |                                                                                 |
| | | |                                                                                 |
| - Alicja Grześkowiak - Paweł Juros                                                                                   | - Jan Musiał - Leszek Piotrowski                                                                                             | - Kazimierz Poniatowski                                                                                             | - Henryk Rossa                                                                  |
| Klub Parlamentarny „Porozumienie Ludowe”                                                                             | | |                                                                                 |
| | | |                                                                                 |
| - Tadeusz Brzozowski - Henryk Czarnocki                                                                              | - Zygmunt Hortmanowicz | - Jerzy Kamiński | - Janusz Woźnica                                                                |
| Sojusz Lewicy Demokratycznej Klub Parlamentarny                                                                      | | |                                                                                 |
| | | |                                                                                 |
| - Ryszard Jarzembowski                                                                                               | - Jerzy Kopaczewski | - Józef Kuczyński                                                                                                   | - Mieczysław Wyględowski                                                        |
| Klub Parlamentarny Konfederacji Polski Niepodległej                                                                  | | |                                                                                 |
| | | |                                                                                 |
| - Jan Jesionek | - Stanisław Kostka | - Marian Rejniewicz                                                                                                 | - Zygmunt Węgrzyn                                                               |
| Klub Parlamentarny Ruch dla Rzeczypospolitej                                                                         | | |                                                                                 |
| | | |                                                                                 |
| - Ireneusz Choroszucha                                                                                               | - Jerzy Kępa | - Krzysztof Piesiewicz                                                                                              | - Zbigniew Romaszewski                                                          |
| Senatorowie niezrzeszeni                                                                                             | | |                                                                                 |
| | | |                                                                                 |
| - Ryszard Bender | - Ryszard Juszkiewicz | - Andrzej Kralczyński                                                                                               |                                                                                 |

## Przewodniczący komisji
| Komisja | Data wyboru       | Przewodniczący komisji | Przewodniczący komisji     |
| --- | ----------------- | ---------------------- | -------------------------- |
| Komisja Gospodarki Narodowej | 6 grudnia 1991    |                        | Janusz Baranowski (KSN)    |
| Komisja Gospodarki Narodowej | 19 lutego 1993    |                        | Andrzej Piesiak (PPL)      |
| Komisja Inicjatyw i Prac Ustawodawczych | 6 grudnia 1991    |                        | Walerian Piotrowski (ZChN) |
| Komisja Kultury, Środków Przekazu, Nauki i Edukacji Narodowej | 6 grudnia 1991    |                        | Władysław Findeisen (UD)   |
| Komisja Obrony Narodowej | 6 grudnia 1991    |                        | Zbigniew Komorowski (PSL)  |
| Komisja Konstytucyjna | 6 grudnia 1991    |                        | Leszek Piotrowski (PC)     |
| Komisja Ochrony Środowiska | 6 grudnia 1991    |                        | Jerzy Madej (KSN)          |
| Komisja Praw Człowieka i Praworządności | 6 grudnia 1991    |                        | Zbigniew Romaszewski (RdR) |
| Komisja Polityki Społecznej i Zdrowia | 6 grudnia 1991    |                        | Adam Struzik (PSL)         |
| Komisja Regulaminowa i Spraw Senatorskich | 6 grudnia 1991    |                        | Stefan Śnieżko (PPL)       |
| Komisja Rolnictwa | 6 grudnia 1991    |                        | Sylwester Gajewski (PSL)   |
| Komisja Samorządu Terytorialnego i Administracji Państwowej | 6 grudnia 1991    |                        | Jerzy Stępień (KP)         |
| Komisja Spraw Emigracji i Polaków za Granicą | 6 grudnia 1991    |                        | Dorota Simonides (UD)      |
| Komisja Spraw Zagranicznych | 6 grudnia 1991    | Edward Wende (UD)      |                            |
| Komisja Nadzwyczajna do rozpatrzenia sprawozdania Państwowej Komisji Wyborczej z wyborów do Senatu                                                                                                   | 27 listopada 1991 |                        | Walerian Piotrowski (ZChN) |
| Komisja Nadzwyczajna do rozpatrzenia ustawy o ratyfikacji Układu Europejskiego ustanawiającego stowarzyszenie między Wspólnotami Europejskimi i ich Państwami Członkowskimi a Rzecząpospolitą Polską | 30 kwietnia 1992  |                        | Krzysztof Pawłowski (KP)   |
| Komisja Nadzwyczajna do Spraw Górnictwa | 18 grudnia 1992   |                        | Stefan Jurczak (NSZZ)      |
| Komisja Nadzwyczajna do Spraw Integracji Europejskiej | 29 stycznia 1993  |                        | Krzysztof Pawłowski (KP)   |

3 senatorów pełniło tę samą funkcję w Senacie I kadencji: Władysław Findeisen, Jerzy Stępień i Zbigniew Romaszewski.